# Durungbanjar
Durungbanjar is een bestuurslaag in het regentschap Sidoarjo van de provincie Oost-Java, Indonesië. Durungbanjar telt 2222 inwoners (volkstelling 2010).